# Џанкшон Сити (Вашингтон)
Џанкшон Сити (енгл. Junction City) насељено је место без административног статуса у америчкој савезној држави Вашингтон.

## Демографија
По попису из 2010. године број становника је 18, што је 62 (-77,5%) становника мање него 2000. године.
| Група             | 2000.      | 2010.     |
| Белци             | 76 (95,0%) | 6 (33,3%) |
| Афроамериканци    | 0 (0,0%)   | 4 (22,2%) |
| Азијати           | 0 (0,0%)   | 1 (5,6%)  |
| Хиспаноамериканци | 1 (1,3%)   | 6 (33,3%) |
| Укупно            | 80         | 18        |